# Cimicodes clisthenata
Cimicodes clisthenata là một loài bướm đêm trong họ Geometridae.